# Scare Force One
Scare Force One sedmi je studijski album finskog rock-sastava Lordi. Objavljen je 31. listopada 2014 preko AFM Records. Ime albuma i naslovnica su igra riječi na Air Force One. 

## Popis pjesama
| Br. | Skladba                                | Trajanje |
| --- | -------------------------------------- | -------- |
| 1.  | »SCG7: Arm Your Doors and Cross Check« | 1:35     |
| 2.  | »Scare Force One«                      | 4:58     |
| 3.  | »How to Slice a Whore«                 | 2:47     |
| 4.  | »Hell Sent In the Clowns«              | 4:20     |
| 5.  | »House of Ghosts«                      | 4:12     |
| 6.  | »Monster Is My Name«                   | 3:34     |
| 7.  | »Cadaver Lover«                        | 3:51     |
| 8.  | »Amen's Lament to Ra II«               | 1:10     |
| 9.  | »Nailed by the Hammer of Frankenstein« | 3:20     |
| 10. | »The United Rocking Dead«              | 5:46     |
| 11. | »She's a Demon«                        | 5:37     |
| 12. | »Hella's Kitchen«                      | 1:10     |
| 13. | »Sir, Mr. Presideath, Sir! (+ETA)«     | 5:44     |

| 14. | »I'm So Excited« (obrada The Pointer Sistersa) | 4:20 |